# قرار مجلس الأمن التابع للأمم المتحدة رقم 537
قرار مجلس الأمن الدولي رقم 537،الذي اعتمد بالإجماع في 22 سبتمبر 1983،بعد دراسة طلب سانت كيتس ونيفيس الأنضمام لعضوية الأمم المتحدة،أوصى المجلس الجمعية العامة بقبول طلب سانت كيتس ونيفيس لعضوية الأمم المتحدة.